# Оскар Альбрехт
Оскар Альбрехт (нім. Oskar Albrecht; 24 вересня 1914, Абтсбессінген — 13 листопада 1992, Вальгаузен) — унтер-офіцер вермахту, кавалер Лицарського хреста Залізного хреста.

## Нагороди
- Медаль «За вислугу років у Вермахті» 4-го класу (4 роки)
- Медаль «У пам'ять 1 жовтня 1938» із застібкою «Празький град»
- Залізний хрест
  - 2-го класу (4 червня 1940)
  - 1-го класу (2 липня 1941)
- Лицарський хрест Залізного хреста (24 липня 1941) — як унтер офіцер і навідник гармати 14-ї протитанкової роти 15-го моторизованого піхотного полку 29-ї піхотної дивізії «Фальке» 2-ї танкової групи армій «Центр».
- Нагрудний знак «За участь у загальних штурмових атаках»
- Нарукавний знак «За знищений танк»
- Нагрудний знак «За поранення» в сріблі
- Медаль «За зимову кампанію на Сході 1941/42»